# Pahutoxin
Pahutoxin, früher Ostracitoxin genannt, ist ein Nervengift, das aus dem Hautschleim der Kofferfische (Ostraciidae) gewonnen wird. Es wirkt auf die Nervenenden und blockiert die Muskelaktivität. 
Es wurde 1967 erstmals von Boylan und Schever isoliert und untersucht. Es gehört zur Gruppe der Choline und ist der Cholin-Ester der (S)-3-Acetoxypalmitinsäure.